# Právní pozitivismus
Právní pozitivismus nebo také juspozitivismus je směr právního myšlení, který zdůrazňuje význam pozitivního práva na úkor práva přirozeného. Opačná škola se nazývá jusnaturalismus. Juspozitivisté vytýkají jusnaturalistům přehnaný subjektivismus – soudce, který se necítí striktně vázán psaným právem, snáze podléhá vnějším vlivům a emocím a jeho rozhodování bývá nepředvídatelné a voluntaristické. Zvláštní důraz je kladem na právní jistotu a předvídatelnost soudního rozhodnutí.
Právní pozitivismus, jako směr vycházející z právního monismu, se zaměřuje na studium platného práva, zákonných a jiných normativních právních textů. Právo se nemá hodnotit, otázka, jaké má právo být, nepatří do právní vědy. Tento směr vychází z racionalistické orientace a snaží se pojednávat o právu jako o úplném a na jiných normativních systémech nezávislém systému.

## Historie
Počátky tohoto přístupu ke studiu práva se objevují již ve 12. století v Bologni, kde působila škola glosátorů. Až v 19. století se vytvořily tři základní směry právního pozitivismu, kterými jsou: francouzská škola právní exegeze, právní pozitivismus v Německu a právní pozitivismus ve Velké Británii.

### Francouzská škola právní exegeze
Východiskem exegetického přístupu se stal Code civil, občanský zákoník z roku 1804, který vytvořila kodifikační komise vytvořená Napoleonem. Základní myšlenky exegetického právního pozitivismu, které mají v mnohém svůj význam i dodnes, jsou:
- nezadatelná práva je třeba sepsat do kodexu,
- představa úplnosti právního řádu a
- soudce musí vždy rozhodnout.

Hlavní ideou tohoto přístupu je ztotožnění práva se zákonem a také princip dělby moci. Zákon pochází od lidu a parlament ho přijme jakožto jeho zástupce.

### Německý pozitivismus
Tento směr do značné míry staví na recepci římského práva. V rámci tohoto směru byla významná historickoprávní škola, která se ostře vymezovala vůči přirozenému právu. Tato škola také zavedla pojmy jako nárok, subjektivní právo, právní vztah atd. Hlavním představitelem této byl Friedrich Carl von Savigny (1779–1861).
Vlastní právní pozitivismus však na rozdíl od francouzské exegeze, která je postavena pouze na výkladu občanského zákoníku, staví na filozofických základech. Právo pochází od státu a důsledkem je ztotožnění práva se zákonem. Mezi nejvýznamnější představitele německého pozitivismu patří Karl Magnus Bergbohm, Georg Jellinek, Rudolf von Jhering.

### Anglický pozitivismus
Vývoj pozitivismu ve Velké Británii lze rozdělit na tři etapy:
1. empirický pozitivismus
2. analytický právní pozitivismus: Mezi nejznámější představitele patří Jeremy Bentham, dle kterého je právo projevem vůle suverénního vládce. Podstatou práva je příkaz, který je slovním vyjádřením této vůle. Obdobně smýšlel i John Austin, který tvrdil, že smysl studia právní vědy jsou pouze vrchnostenská pravidla.
3. nástupci J. Austina